# Bethel Census Area

Bethel Census Area markerat på en karta över Alaska.

Bethel Census Area är ett folkräkningsområde i den amerikanska delstaten Alaska. Dess största ort är Bethel. Enligt 2000 års folkräkning hade folkräkningsområdet en befolkning på 16 006 invånare på en yta om 117 866 km².
Del av Lake Clark nationalpark ligger i Bethel Census Area.

## Geografi
Bethel Census Area gränsar i nordväst till Kusilvak Census Area, i norr till Yukon-Koyukuk Census Area, i öst till Matanuska-Susitna Borough, i sydöst till Kenai Peninsula Borough samt i syd till Lake and Peninsula Borough och Dillingham Census Area

### Städer och byar
| - Akiachak - Akiak - Aniak - Atmautluak - Bethel - Chefornak - Chuathbaluk - Crooked Creek - Crow Village - Eek - Georgetown - Goodnews Bay - Kasigluk | - Kipnuk - Kongiganak - Kwethluk - Kwigillingok - Lime Village - Lower Kalskag - Mekoryuk - Napaimute - Napakiak - Napaskiak - Newtok - Nightmute - Nunapitchuk | - Oscarville - Platinum - Quinhagak - Red Devil - Sleetmute - Stony River - Toksook Bay - Tuluksak - Tuntutuliak - Tununak - Upper Kalskag |